# 빙하학

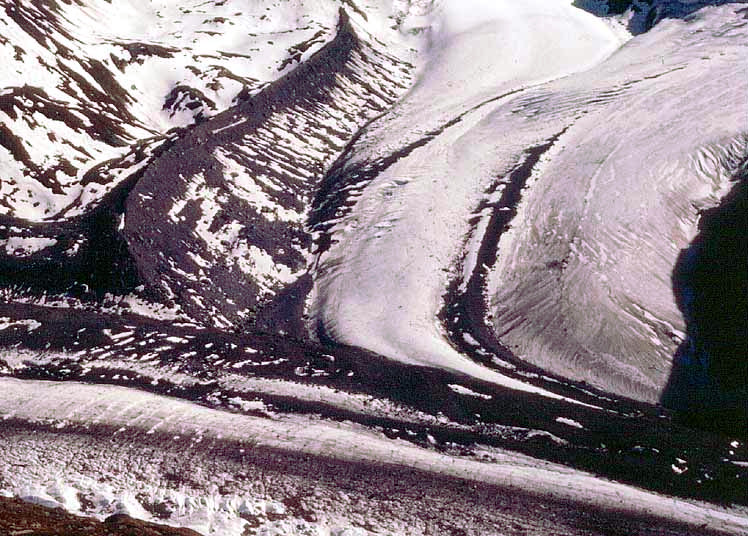

빙하학(氷河學, glaciology)은 빙하의 특성과 변화 및 일반적인 얼음과 관련된 현상을 연구하는 학문이다.
빙하학은 지구물리학, 지질학, 자연지리학, 지형학, 기후학, 기상학, 수문학, 생물학, 생태학 등이 통합한 지구과학의 두 가지 이상의 분야에 걸친 학문이다. 또한 빙하가 인간에 미치는 영향을 연구하는 데에서 인문지리학과 인류학이 더해진다. 화성과 목성의 얼음의 존재는 빙하학의 지구 대기권 밖의 연구 분야이다.
빙하학의 연구 분야는 빙하의 역사와 과거 빙하 작용의 복원이다. 빙하학자는 빙하를 연구하는 사람들이다. 빙하학은 극지방 연구의 중요한 학문 중 하나이다. 빙하는 오랜 세월에 걸쳐 쌓인 눈으로 이루어진 거대한 얼음 덩어리로 아주 천천히 움직인다. 계곡빙하는 높은 산으로부터 낮은 곳으로 내려오고 대륙빙하는 내륙 중심부로부터 바깥의 해안가로 이동한다.

## 같이 보기
- 빙하
- 빙식 작용

## 참고 문헌
- Benn, Douglas I. and David J. A. Evans. Glaciers and Glaciation. 런던; Arnold, 1998. ISBN 0-340-58431-9
- Greve, Ralf and Heinz Blatter. Dynamics of Ice Sheets and Glaciers. 베를린 etc.; Springer, 2009. ISBN 978-3-642-03414-5
- Hambrey, Michael and Jürg Alean. Glaciers. 2nd ed. 케임브리지 and 뉴욕; Cambridge University Press, 2004. ISBN 0-521-82808-2
- Hooke, Roger LeB. Principles of Glacier Mechanics. 2nd ed. Cambridge and New York; Cambridge University Press, 2005. ISBN 0-521-54416-5
- Knight, Peter G. Glaciers. 첼트넘; Nelson Thornes, 1999. ISBN 0-7487-4000-7
- Paterson, W. Stanley B. The Physics of Glaciers. 3rd ed. 옥스포드 etc.; Pergamon Press, 1994. ISBN 0-08-037944-3
- van der Veen, Cornelis J. Fundamentals of Glacier Dynamics. 로테르담; A. A. Balkema, 1999. ISBN 90-5410-471-6